# TV 1893 Neuhausen
Le TV 1893 Neuhausen  (Turnverein 1893 Neuhausen) est un club allemand de handball, situé à Neuhausen an der Erms, un quartier de la ville de Metzingen dans le Bade-Wurtemberg. 
Le club a évolué deux saisons en 1. Bundesliga, une première fois durant la saison 1973-1974 (de) puis lors de la saison 2012-2013

## Parcours récent
| Saison    | Div.              | Rang | Pts | J  | G  | N | P  | Bp   | Bc   | Diff |
| --------- | ----------------- | ---- | --- | -- | -- | - | -- | ---- | ---- | ---- |
| 2009-2010 | 2. Bundesliga Süd | 8e   | 37  | 34 | 17 | 3 | 14 | 1023 | 984  | +39  |
| 2010-2011 | 2. Bundesliga Süd | 8e   | 42  | 34 | 18 | 6 | 10 | 1005 | 921  | +84  |
| 2011-2012 | 2. Bundesliga     | 3e   | 50  | 38 | 22 | 6 | 10 | 1114 | 1046 | +68  |
| 2012-2013 | 1. Bundesliga     | 17e  | 15  | 34 | 7  | 1 | 26 | 885  | 1042 | -155 |
| 2013-2014 | 2. Bundesliga     | 7e   | 41  | 36 | 19 | 3 | 14 | 965  | 941  | +24  |
| 2014-2015 | 2. Bundesliga     | 13e  | 33  | 38 | 13 | 7 | 18 | 979  | 960  | +19  |
| 2015-2016 | 2. Bundesliga     | 12e  | 35  | 40 | 15 | 5 | 20 | 1050 | 1085 | -35  |
| 2016-2017 | 2. Bundesliga     | 19e  | 18  | 38 | 7  | 4 | 27 | 1005 | 1095 | -90  |
| 2017-2018 | 3. Liga Süd       | 14e  | 22  | 30 | 11 | 0 | 19 | 801  | 839  | -38  |